# غيرمرسهايم
غِرمِرسهَيم (بالألمانية: Germersheim) هي بلدة ألمانية تقع في ألمانيا في راينلند بالاتينات. يقدر عدد سكانها بـ 20,906 نسمة .

## أعلام
- باول جوزيف نارديني
- لوثار فيشر
- فريدريش كريبس